# Södra Lundby socken
Södra Lundby socken i Västergötland ingick i Laske härad och området ingår sedan 1971 i Vara kommun och motsvarar från 2016 Södra Lundby distrikt.
Socknens areal var 18,81 kvadratkilometer varav 18,75 land. År 2000 fanns här 250 invånare. Sockenkyrkan Södra Lundby kyrka ligger i socknen.

## Administrativ historik
Socknen har medeltida ursprung. Före den 1 januari 1886 (ändring enligt beslut den 17 april 1885) var namnet Lundby socken.
Vid kommunreformen 1862 övergick socknens ansvar för de kyrkliga frågorna till Lundby församling och för de borgerliga frågorna bildades Lundby landskommun. Landskommunen uppgick 1952 i Vedums landskommun som 1967 uppgick i Vara köping som 1971 ombildades till Vara kommun. Församlingen uppgick 2002 i Vedums församling.
1 januari 2016 inrättades distriktet Södra Lundby, med samma omfattning som församlingen hade 1999/2000.  
Socknen har tillhört län, fögderier, tingslag och domsagor enligt vad som beskrivs i artikeln Laske härad. De indelta soldaterna tillhörde Skaraborgs regemente, Vilska och Skånings kompanier och Västgöta regemente, Barne kompani.

## Geografi
Södra Lundby socken ligger sydost om Vara kring Afsån. Socknen är en uppodlad slättbygd på Varaslätten med inslag av skog.

## Fornlämningar
Från bronsåldern finns gravhögar. Från järnåldern finns gravar och stensättningar.

## Namnet
Namnet skrevs 1286 Lundby och kommer från kyrkbyn. Namnet innehåller lund och by, 'gård; by'.